# Finlande au Concours Eurovision de la chanson 2020
La Finlande était l'un des quarante et un pays participants prévus du Concours Eurovision de la chanson 2020, qui aurait dû se dérouler à Rotterdam aux Pays-Bas. Le pays aurait été représenté par le chanteur Aksel Kankaanranta et sa chanson Looking Back, via l'édition 2020 de l'Uuden Musiikin Kilpailu. L'édition est finalement annulée en raison de la pandémie de Covid-19.

## Sélection
Le diffuseur finlandais Yle a confirmé sa participation à l'Eurovision 2020 le 3 juin 2019.

### Format
Le diffuseur annonce, en même temps que sa participation, le retour au format originel de l'UMK, dans lequel plusieurs artistes participent — contrairement en éditions 2018 et 2019 —. La sélection se déroule ainsi sur une soirée, lors de laquelle six artistes participent. Le résultat est déterminé par un vote combinant un jury international pour une moitié et le télévote finlandais pour l'autre.

### Chanson
Le diffuseur ouvre une période de dépôt des candidatures, du 1er au 8 novembre 2019. Les six candidats retenus pour l'émission sont annoncés le 21 janvier 2020.

### Résultats
| Ordre | Artiste            | Chanson              | Jury | Télévote | Total | Place |
| ----- | ------------------ | -------------------- | ---- | -------- | ----- | ----- |
| 1     | Catharina Zühlke   | Eternity             | 42   | 24       | 66    | 5     |
| 2     | Erika Vikman       | Cicciolina           | 58   | 99       | 157   | 2     |
| 3     | Aksel Kankaanranta | Looking Back         | 76   | 94       | 170   | 1     |
| 4     | F3M                | Bananas              | 64   | 20       | 84    | 4     |
| 5     | Sansa              | Lover View           | 30   | 6        | 36    | 6     |
| 6     | Tika               | I Let My Heart Break | 50   | 77       | 127   | 3     |

| Détail du vote des jurys internationaux | Détail du vote des jurys internationaux | Détail du vote des jurys internationaux | Détail du vote des jurys internationaux | Détail du vote des jurys internationaux | Détail du vote des jurys internationaux | Détail du vote des jurys internationaux | Détail du vote des jurys internationaux | Détail du vote des jurys internationaux | Détail du vote des jurys internationaux | Détail du vote des jurys internationaux |
| Ordre                                   | Chanson                                 | Drapeau du Royaume-Uni                  | Drapeau de l'Estonie                    | Drapeau de l'Allemagne                  | Drapeau de la Bulgarie                  | Drapeau de l'Espagne                    | Drapeau de la Russie                    | Drapeau de la Suède                     | Drapeau des Pays-Bas                    | Total                                   |
| --------------------------------------- | --------------------------------------- | --------------------------------------- | --------------------------------------- | --------------------------------------- | --------------------------------------- | --------------------------------------- | --------------------------------------- | --------------------------------------- | --------------------------------------- | --------------------------------------- |
| 1                                       | Eternity                                | –                                       | 6                                       | 10                                      | –                                       | 10                                      | 6                                       | 6                                       | 4                                       | 42                                      |
| 2                                       | Cicciolina                              | 12                                      | 4                                       | 8                                       | 4                                       | 12                                      | 4                                       | 4                                       | 10                                      | 58                                      |
| 3                                       | Looking Back                            | 10                                      | 12                                      | 12                                      | 12                                      | 4                                       | 12                                      | 8                                       | 6                                       | 76                                      |
| 4                                       | Bananas                                 | 8                                       | 8                                       | 4                                       | 8                                       | 8                                       | 8                                       | 12                                      | 8                                       | 64                                      |
| 5                                       | Lover View                              | 4                                       | 10                                      | –                                       | 10                                      | 6                                       | –                                       | –                                       | –                                       | 30                                      |
| 6                                       | I Let My Heart Break                    | 6                                       | –                                       | 6                                       | 6                                       | –                                       | 10                                      | 10                                      | 12                                      | 50                                      |

La soirée se conclut sur la victoire d'Aksel Kankaanranta avec sa chanson Looking Back, qui représenteront donc la Finlande à l'Eurovision 2020.

## À l'Eurovision
La Finlande aurait participé à la deuxième demi-finale, le 14 mai puis, en cas de qualification, à la finale du 16 mai 2020.
Le 18 mars 2020, l'annulation du Concours en raison de la pandémie de Covid-19 est annoncée.